# Генералы Первой мировой войны
«Генералы Первой мировой войны» (англ. General Officers of World War I) — картина американского художника Джона Сингера Сарджента, написанная им в 1922 году.
В 1918 году Сарджент получил заказ на создание картины от южноафриканского финансиста Абрахама Бейли, стремившегося сохранить память о британских полководцах времён Первой мировой войны. Ранее Бейли заказал ещё две картины на схожую тему, но с разными героями, которыми стали морские офицеры и государственные деятели. После долгих уговоров, в том числе при участии попечителей Национальной портретной галереи в Лондоне, куда Бейли заранее решил пожертвовать картины, Сарджент всё-таки решил взяться за огромных размеров полотно, на котором должны были быть изображены 22 генерала Британской империи. Сарджент писал картину долгих четыре года, работа над ней шла трудно, и, как признавался сам художник, «генералы маячат у меня перед глазами, как кошмар». Наконец, в 1922 году работа подошла к концу, и огромное полотно горизонтального формата было выставлено в Королевской академии. Картина была сдержанно оценена критиками, во многом из-за холодности персонажей и невыразительности композиции. В настоящее время картина находится в коллекции Национальной портретной галереи.
Первоначальное название — «Некоторые генералы Великой войны» (англ. Some General Officers of the Great War).

## Контекст

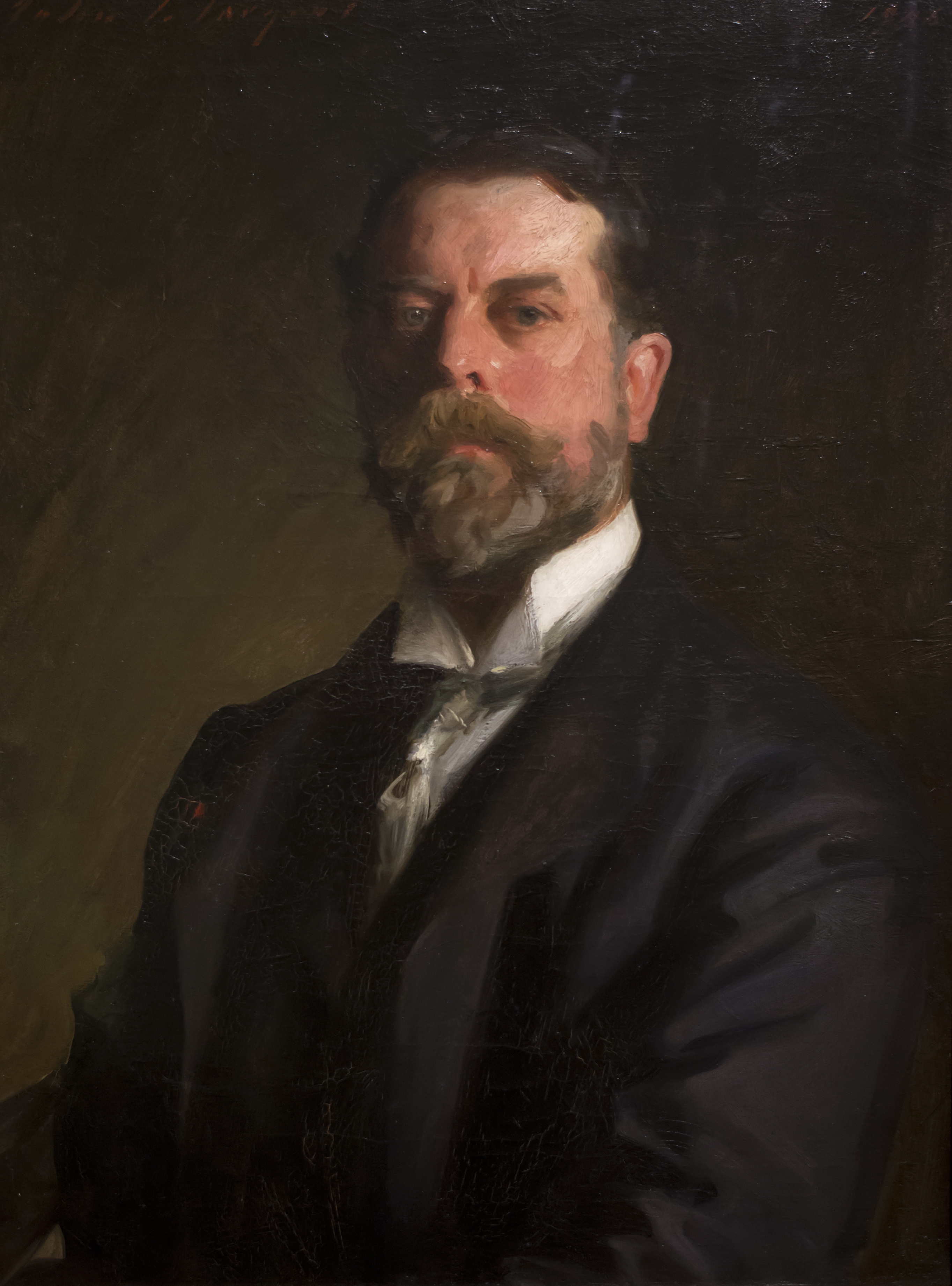
Джон Сингер Сарджент, автопортрет, 1907 год

Джон Сингер Сарджент (1856—1925) родился во Флоренции в семье экспатриантов из США. Его детство прошло в постоянных путешествиях по Европе, во время которых Сарджент побывал в Италии, Франции, Швейцарии и Германии. Получив преимущественно домашнее образование, в 1874 году Сарджент завершил учёбу в парижской студии французского живописца Каролюс-Дюрана, где изучал работы Халса, Рембрандта, ван Дейка и Рейнольдса. В 1876 году Сарджент посетил Америку, а в следующем году выставил свою первую картину на Парижском салоне. После путешествий по Испании и Марокко в 1879—1880 годах он в 1884 году поселился в Париже, а затем переехал в Лондон. Хотя Сарджент пользовался большим успехом в качестве умелого портретиста, впоследствии он отказался от всех излишних заказов, сосредоточившись главным образом на пейзажах и акварелях, а также исполнении настенных росписей в публичной библиотеке и Музее изящных искусств Бостона. Сарджент постоянно выставлялся в Королевской академии, ассоциированным членом которой стал в 1894 году, а полноправным — в 1897 году. Будучи космополитом и бонвиваном, Сарджент жил сразу на несколько стран и при этом ценил своё американское гражданство, однажды даже отказавшись от рыцарства, чтобы его не терять. Общаясь с представителями социального и политического бомонда Америки и Европы, Сарджент писал довольно лестные портреты американских президентов, британских премьер-министров, предпринимателей, актрис и арт-дилеров, «аристократов позолоченного века» и членов их семей, безграничный оптимизм которых вскоре был сметён Первой мировой войной.

## История
В декабре 1918 года к Сардженту обратился южноафриканский финансист сэр Абрахам Бейли, 1-й баронет Бейли, пожелавший заказать у него картину, на которой была бы увековечена память генералов, командовавших подразделениями имперских и британских вооружённых сил во время недавно окончившейся войны. Параллельно Бейли заказал ещё две другие памятные картины — «Государственные деятели Первой мировой войны» у Джеймса Гатри и «Морские офицеры Первой мировой войны» у Артура Стокдейла Коупа. Сарджент, ранее отошедший от портретной живописи, поначалу отклонил предложение Бейли, даже несмотря на просьбы попечителей Национальной портретной галереи в Лондоне. Так, председатель Попечительского совета лорд Диллон в письме к художнику от 17 декабря 1918 года отмечал:

В качестве подарка нации и Национальной портретной галерее было сделано предложение о написании картин с тремя группами самых выдающихся флотоводцев, полководцев и государственных деятелей империи в память об их службе во время Великой войны. Это предложение Попечительского совета можно рассматривать как самое важное из когда-либо сделанных и одобренных галереей, отступившей от своего твёрдого правила, заключающегося в отказе от принятия портретов здравствующих знаменитостей. Жертвователь пожелал пригласить трёх разных художников для написания этих групп и оставил выбор кандидатур на волю наших попечителей. По единодушному мнению наших коллег, попечителей, ни один художник не может в достаточной степени в одиночку реализовать такой проект, и мы от их имени просим узнать, дадите ли Вы своё согласие, несмотря на Ваше хорошо известное нежелание в дальнейшем заниматься портретной живописью, пересмотреть своё решение по данному вопросу и тем самым оказать службу нации, приняв их предложение о написании одной из этих групп. Предполагается, что каждая из военно-морской и военной групп должна включать в себя около двадцати, а группа государственных деятелей — около пятнадцати фигур, изображаемых без головного убора, в связи с чем в полной мере могут быть отображены их характерные черты.
Оригинальный текст (англ.)An offer has been made to have painted for presentation to the nation and as a gift to the National Portrait Gallery three groups of the most distinguished Naval Commanders, Military Commanders and Statesmen of the Empire as a commemoration of their services during the Great War. This offer the Trustees regard as the most important of its kind ever made to the Gallery and have, in its acceptance, waived their inflexible rule precluding the admission of portraits of living celebrities. The donor desires that three different artists should be invited to paint these groups and has left the nomination in the hands of our Trustees. As it is the unanimous opinion of our colleagues, the Trustees, that no artist is so pre-eminently qualified as yourself to ensure successful treatment of such a subject, we are requested to enquire on their behalf whether you would consent, notwithstanding your well-known reluctance to undertake further portrait painting, to reconsider your decision in this respect and render a national service by accepting their invitation to paint one of these groups. It is proposed that the naval and military groups should each contain about twenty and the statesmen's group about fifteen figures, portrayed without any head-dress so that their features may be fully revealed.

Спустя несколько дней Сарджент направил Диллону ответное письмо, в котором говорилось: «К величайшему сожалению […] из-за текущих обстоятельств я не вправе принять заказ такой большой важности и срочности». Этими «обстоятельствами» были заказы на росписи для здания Музея изящных искусств в Бостоне, для исполнения которых требовалось провести ближайшие два-три года за границей. 30 декабря лорд Диллон послал новое письмо Сардженту, в котором подчеркнул историческую важность групповых портретов и призвал его пересмотреть своё решение, уверяя: «Попечители вполне готовы предоставить вам абсолютную свободу творчества и выбора, не стеснённую никакими условиями». После этого в данную ситуацию вмешался близкий друг и биограф самого Сарджента — Эван Чартерис, который в письмах к директору галереи Джеймсу Милнеру и лорду Диллону выразил убеждение в том, что художник действительно может принять заказ. Чартерис предположил, что если Сарджента освободить от временных ограничений и помочь ему организовать позирование героев будущей картины, а также предложить ему не менее 5000 фунтов стерлингов, то можно достичь удовлетворяющего все стороны соглашения. В январе 1919 года Сарджент поддался давлению и уступил, сообщив в письме лорду Диллону о принятии заказа, а в переписке с Чартерисом отметил: «Да, я написал лорду Диллону и сказал, что если попечители обратятся ко мне снова, оставив мне свободу выбора времени, я с радостью напишу армейскую группу — „с радостью“, если выражаться вежливо».

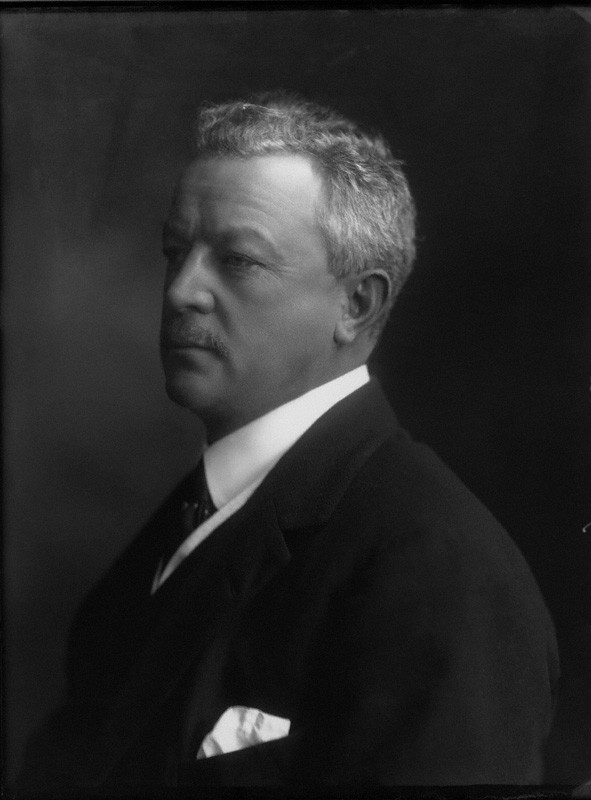
Баронет Бейли

Список офицеров, которых нужно было изобразить на картине, был составлен Чартерисом вместе с попечителем галереи виконтом Харкуртом, после чего одобрен баронетом Бейли. Первоначальный список включал 25 человек, но Бейли исключил из него троих. Тремя вычеркнутыми из списка стали генерал Ян Гамильтон, обвинённый в провале Галлиполийской кампании, а также Якоб ван Девентер и Хью Тренчард. Одновременно Бейли добавил имя сэра Генри Лукина. На более позднем этапе из кандидатур на включение их портретов в картину были исключены имена сэра Хьюберта Гофа и сэра Чарльза Монро. В результате в окончательном списке оказалось 22 военачальника.
В перечень по неизвестным причинам не были вписаны такие видные военачальники, как Гораций Смит-Дорриен, Ричард Хэкинг, Уильям Пейтон, Чарльз Кавана, Джон Никсон, Перси Лейк и Чарльз Таунсенд; сотрудники штабов — Стэнли Брентон фон Доноп, Уильям Фурс, Невил Макриди, Джордж Макдоно, Рональд Чарльз Максвелл и Трэверс Кларк; начальники Имперского генерального штаба — Чарльз Дуглас, Джеймс Вольф-Мюррей и Арчибальд Мюррей; начальники армейских штабов — Чарльз Харингтон, Арчибальд Монтгомери-Массингберд, Ланселот Киггелл и Герберт Лоуренс; офицеры Королевского лётного корпуса — Дэвид Хендерсон и Джон Сэлмонд; а также Хью Эллес из Королевского танкового корпуса.
Сарджент бросился выполнять заказ с присущей ему энергией. Через Милнера он связался с натурщиками и смог начать предварительную работу над картиной, которую прервал в мае 1919 года по причине возвращения в Америку для написания фресок. В марте 1920 года Сарджент закончил работу над такой же огромной по размерам картиной под названием «Отравленные газами» (ныне в коллекции Имперского военного музея), за материалом для которой ещё в 1918 году специально ездил на Западный фронт. Впоследствии, возможно, Сарджент рассматривал данный ему заказ на написание «генералов» как муторную обязанность, сообщая в письме к Чартерису от 12 мая 1920 года: «Генералы маячат у меня перед глазами, как кошмар… Я проклинаю Бога и человека за то, что слабовольно пообещал их написать, поскольку у меня нет никаких идей и я предвижу ужасный провал». После возвращения в Англию в июле 1920 года Сарджент начал основательную работу над картиной. В августе того года он в своём письме Милнеру запросил окончательный список натурщиков и информацию о их текущем военном звании, чтобы избежать каких-либо ошибок. Позже, в письме Милнеру от 8 сентября 1920 года, Сарджент информировал: «Мне позировали уже четыре генерала, и ещё несколько обязались прийти. Перед отъездом в прошлом году меня посетили генерал Монаш и генерал Смэтс».
|        |      |      |            |             |              |      |        |      |       |           |            |           |            |          |           |             |
| Бидвуд | Бота | Бинг | Роулисон I | Роулисон II | Роулисон III | Хорн | Уилсон | Хейг | Френч | Алленби I | Алленби II | Ламберт I | Ламберт II | Добелл I | Добелл II | Неизвестный |

Сарджент, видимо, наслаждался написанием отдельных эскизов, но был обеспокоен перспективой объединения генералов в цельную группу, выразив свои мысли об этом в письме к миссис Гарднер в сентябре 1920 года — «мои генералы начинают сходиться, и я делаю наброски и эскизы каждого по отдельности. Каждый из них интересен сам по себе, но вместе мы падём». Такую же озабоченность он выражал и по поводу композиции картины в письме к Гатри:

Я вернулся пару месяцев назад и благодаря господину Милнеру отловил некоторое количество генералов, и написание каждого из них по отдельности я нахожу очень интересным, а огромное разнообразие типов, кажется, обещает некоторый интерес. Но я всё ещё просто собираю материал и пока не выработал никакого плана картины в целом. Мне мешает работать мысль о том, что они никогда не могли собраться в каком-то одном конкретном месте — поэтому я неспособен придумать интересный фон и вынужден изображать их всех стоящими в пустоте.
Оригинальный текст (англ.)I have been back a couple of months and thanks to Mr Milner have put salt on the tails of a certain number of generals and I find each one of them individually very interesting to do and the tremendous variety of types seems to give a promise of some sort of interest. But I am still merely collecting material and have not yet evolved any scheme of the picture as a whole. I am handicapped by the idea that they never could have been altogether in any particular place - so I feel debarred from any sort of interesting background and reduced to painting them all standing up in a vacuum.

1919—1921 годы оказались для Сарджента периодом напряжённой работы над эскизами маслом, хотя достаточно трудно установить детальную хронологию отдельных визитов генералов к художнику. К этому времени можно также отнести карандашные зарисовки многих фигур со сделанными Сарджентом заметками, в которых он намечал возможные будущие позы натурщиков. Большинство эскизов маслом сохранились в различных коллекциях, а 17 рисунков хранятся в Национальной портретной галерее.
|        |       |          |      |      |        |      |       |        |
| Бидвуд | Смэтс | Роулисон | Хорн | Милн | Уилсон | Хейг | Френч | Добелл |

С января по октябрь 1921 года Сарджент снова находился в Америке и после возвращения в Лондон предпринял попытку закончить полотно, однако ему помешала зима с постоянными туманами и нехваткой дневного света — «эти тёмные дни замедлили работу над картиной». Кроме того, перед Сарджентом встала ещё одна проблема: он не успел зарисовать некоторых генералов вживую. Чтобы добиться сходства изображаемой на картине фигуры с сэром Эндрю Расселлом, заболевшим гриппом и готовившимся к отплытию в Новую Зеландию в дни, когда их встреча стала возможной, Сардженту пришлось пользоваться его фотографиями в газетах. Именно по этой причине Сарджент изобразил Рассела позади других генералов, что и объяснил ему в личном письме. Другой герой картины, генерал Фредерик Мод, выпив заражённого молока, скончался от холеры в Багдаде, а Луис Бота заболел испанкой и умер от инфаркта в Претории. До конца неизвестно, какими материалами пользовался Сарджент при написании лица Мода, однако посмертный портрет Боты им был выполнен на основе эскизов работы Гатри. По этому поводу Сарджент писал Милнеру: «Эван Чартерис дал мне фотографию написанной Гатри головы Боты, которая очень хороша… Поворот головы и освещение полностью отличаются от моих — но я надеюсь что-то с этим сделать». Наконец, в 1922 году Сарджент закончил работу над гигантской картиной горизонтального формата. Изначально она называлась «Несколько генералов», но потом название было изменено на «Генералы Первой мировой войны».

## Композиция

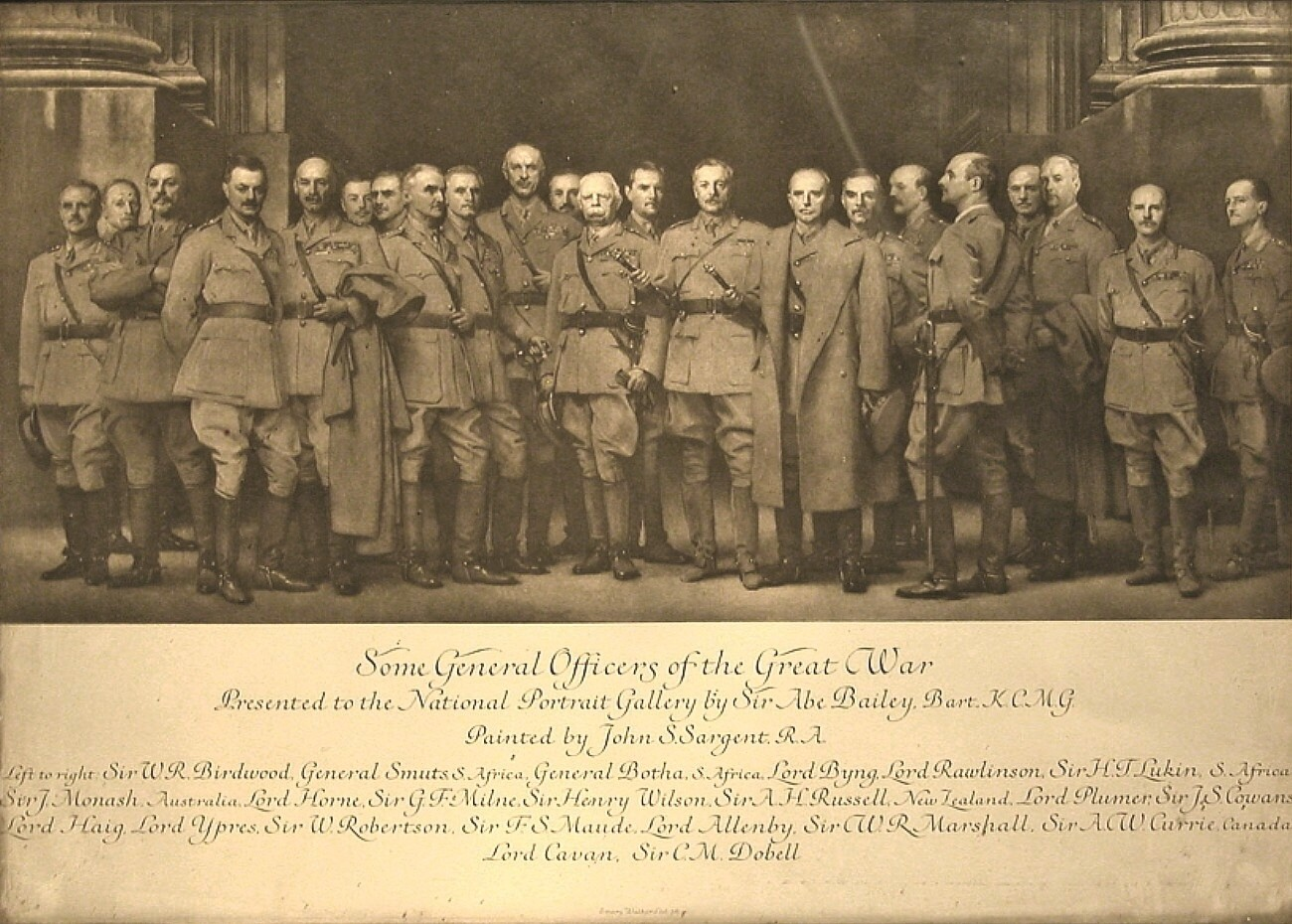
Фотогравюра по картине, 1920-е годы

Картина написана маслом по холсту, её размеры составляют 299,7 × 528,3 см. Работа Сарджента стала первым полотном, в какой-то степени отразившим иерархию британского генералитета с точки зрения репутации военачальников. На полотне изображены 22 из примерно 1500 бригадных генерал-майоров, генерал-лейтенантов, генералов и фельдмаршалов, служивших в имперских и британских вооружённых силах во время Первой мировой войны. В отличие от Коупа и Гатри, натуралистично изобразивших своих героев — адмиралов и государственных деятелей соответственно — в движении и оживлённой беседе друг с другом, Сарджент решил отказаться от подобного подхода. Безликие и «холодные» генералы стоят непрерывным строем, а их головы находятся примерно на одном уровне, ничем не выделяясь — двадцать два нахмурившихся или улыбающихся лица, почти столько же усов, сорок два глаза, за некоторыми исключениями смотрящих прямо вперёд. Фоном картины являются архитектурные формы коричневых нейтральных тонов — рифлёные колонны на больших базах классического ордера, почти наверняка порождённые воображением самого художника. Все генералы одеты в военную форму цвета хаки с десятками ремней и перекрещивающихся портупей, пряжек и блестящих пуговиц, множеством медалей и знаков отличия; на ногах у них — галифе и сапоги со шпорами, а на поясах висят церемониальные шпаги. Кроме того, фельдмаршалы держат в руках серебряные маршальские жезлы.
По словам искусствоведа Ричарда Ормонда, сюжет картины можно рассматривать как однообразный и лишённый фантазии с точки зрения реалистической композиции, но в данном случае реализм не имел значения для Сарджента. Сайт Национальной портретной галереи пишет о картине как об «эффективной» в выполнении поставленной задачи — создания собирательного образа военного руководства. Этот же сайт сравнивает генералов с набором марионеток, ждущих, чтобы кто-нибудь подёргал их за верёвочки, а Чартерис описал их как готовящийся к выходу на сцену хор. Как и следовало ожидать, на картине нет ни одного офицера, чья служба не была успешной. В соответствии с армейской иерархией, в центре находятся двое главнокомандующих на Западном фронте — Джон Френч справа и его преемник, Дуглас Хейг, слева. Справа от них стоят полководцы Западного фронта, среди которых выделяется высокая фигура сэра Генри Уилсона, который не добился высшего командного поста, но постоянно интриговал против главнокомандующих. В конце концов он стал начальником Имперского генерального штаба и поэтому должен быть стоять сзади или слева от Хейга, потому что Уильям Робертсон, предшественник Уилсона на этом посту, стоит сразу за Френчем. Однако в таком случае Уилсон оказался бы точно в центре картины и со своим ростом стал бы на ней доминантной фигурой — возможно, ему самому бы этого и хотелось, но его коллег это бы не устроило.
Все изображённые на картине достигли звания по крайней мере генерал-лейтенанта, и большинство из них командовали армиями или армейскими корпусами, за исключением двух дивизионных командиров — генерал-майора Лукина и генерал-майора Рассела. Генералы в основном являются англичанами, но присутствуют также представители доминионов Британской империи: фельдмаршал Смэтс, генерал Бота и генерал-майор Лукин из Южной Африки, генералы Карри и Добелл из Канады, генерал Монаш из Австралии, генерал-майор Расселл из Новой Зеландии.

Слева направо:
1. Фельдмаршал Уильям Бидвуд, 1-й виконт Бидвуд — командующий Австралийским и новозеландским армейским корпусом (1914—1916) и 5-й армией (1918);
2. Фельдмаршал Ян Смэтс — командующий Имперскими силами в Восточной Африке (1916);
3. Генерал Луис Бота — командующий Имперскими силами в Юго-Западной Африке (1914—1916);
4. Фельдмаршал Джулиан Бинг, 1-й виконт Вими — командующий 3-й армией[англ.] (1917—1918);
5. Генерал Генри Роулинсон — командующий 4-й армией[англ.] (1916—1918);
6. Генерал-майор Генри Лукин[англ.] — командующий Южноафриканской бригадой[англ.] (1915—1916) и 9-й (шотландской) дивизией[англ.] (1916—1918);
7. Генерал сэр Джон Монаш — командующий Австралийским корпусом[англ.] (1917—1918);
8. Генерал Генри Хорн, 1-й барон Хорн[англ.] — командующий 1-й армией (1917);
9. Фельдмаршал Джордж Милн, 1-й барон Милн — командующий Британскими силами в Салониках (1916—1918);
10. Фельдмаршал сэр Генри Уилсон, 1-й баронет Уилсон — Начальник Имперского генерального штаба (1918);
11. Генерал-майор сэр Эндрю Расселл[англ.] — командующий Новозеландской дивизией (1916—1918);
12. Фельдмаршал Герберт Плюмер, 1-й виконт Плюмер — командующий 2-й армией (1915—1917, 1918);
13. Генерал сэр Джон Коуэнс[англ.] — Генерал-квартирмейстер сил[англ.] (1912—1918)
14. Фельдмаршал Дуглас Хейг, 1-й граф Хейг — командующий Британскими экспедиционными силами во Франции (1916—1918);
15. Фельдмаршал Джон Френч, 1-й граф Ипрский — командующий Британскими экспедиционными силами во Франции (1914—1915);
16. Фельдмаршал сэр Уильям Робертсон, 1-й баронет Робертсон — Начальник Имперского генерального штаба (1915—1918);
17. Генерал-лейтенант Фредерик Мод — командующий Британскими силами в Месопотамии (1916—1917);
18. Фельдмаршал Эдмунд Алленби, 1й виконт Алленби — командующий 3-й армией (1916—1917) и Египетскими экспедиционными силами на Среднем Востоке (1917—1919);
19. Генерал-лейтенант сэр Уильям Маршалл[англ.] — командующий Британскими силами в Месопотамии (1917—1918);
20. Генерал сэр Артур Карри — командующий Канадским корпусом (1917—1918);
21. Фельдмаршал Рудольф Ламберт, 10-й граф Кейвен — командующий 10-й (итальянской) армией (1918);
22. Генерал сэр Чарльз Добелл — командующий Британскими силами в Камеруне (1914—1916) и на Среднем Востоке (1917).

## Восприятие и судьба
В 1922 году картина выставлялась в Королевской академии, где получила сдержанные оценки критиков, порой перекликавшиеся с сомнениями, который испытывал в отношении этой работы сам Сарджент. Визуальный ряд, в котором шеренга военачальников обрамлена колоннами, характеризуется как художественное воплощение идеи генералов как «столпов» Империи. При этом, по словам самого художника, эти столпы «стоят в пустоте», и, по мнению критиков, их устремлённые вперёд взгляды пусты и лишены уверенного или провидческого выражения. Герои картины выглядят занятыми только собой и важностью позирования для портрета, не подозревающими о существовании соседа, о чувстве сотрудничества и духе товарищества. Отмечается, что «Генералы Первой мировой войны», как и «Отравленные газами», наполнены символизмом смерти. В то время как на более ранней картине изображены отравленные газом беззащитные солдаты, ослепшие из-за безответственности командования, пославшего их на «убой», пристальный и одновременно пустой взгляд генералов на второй картине говорит о том, что они «слепы», несмотря на имеющиеся у них глаза, и, как пророчествовал древний провидец Тиресий в трагедии Софокла «Царь Эдип», «ты зряч — и зол своих не видишь». Бывший директор Национальной портретной галереи охарактеризовал «Генералов» как «натюрморт с сапогами». В целом по поводу композиции работы Сарджента журналист Артур Клаттон-Брок из The Times писал:

Господин Сарджент просто сделал для нас несколько портретов в одной раме; и мы не можем не почувствовать того, что эти генералы никогда не собирались вместе таким образом, что они должны быть отделены друг от друга и помещены в собственные рамы. Конечно, головы написаны качественно; впечатляют и большие рельефные колонны на своих основаниях; художник, кажется, проявил больше интереса к ним, чем к своим генералам; но красные петлицы с лентами и два жезла, похоже, вызвали у него трудности; они стали простыми пятнами на картине, а не средством превращения её в единое целое. Это, конечно, интересный набор изображений, свободный от всякой пошлости и притворства; но, к сожалению, это не картина.
Оригинальный текст (англ.)Mr Sargent has merely given us a number of portraits in one frame; and we cannot but feel that these generals never were so gathered together, that they ought to be divided from each other and framed separately. There are, of course, heads finely painted; and the great fluted pillars at the side, with their bases, are impressive; the artist seems to have been more interested in them than in his generals; but the red tabs and the ribbons and the two batons seem to have troubled him; they are mere specks in the picture and not a means of pulling it together. It is, of course, an interesting collection of paintings, free from all vulgarity and pretence; but it is, unfortunately, not a picture.

За каждую картину, включая работу Сарджента, Бейли заплатил художникам по 5 тысяч фунтов стерлингов и передал все три полотна в дар Национальной портретной галерее в Лондоне. Отличающаяся простотой позолоченная рама с широким центральным фризом, ограниченным с внешней и внутренней сторон молдингами, была сделана для картины на семейном предприятии «C.M. May & Son», вскоре после этого прекратившим торговлю.

## Комментарии
1. ↑  Отрывок приведён в переводе Ф. Ф. Зелинского[26].